# Матеріальні потреби
Матеріальні потреби – це сукупність матеріальних благ, які мають матеріальну форму і виступають як головний спонукальний мотив трудової діяльності людини.
Споживач – це людина, яка споживає продукти виробництва і сфери послуг для відтворення робочої сили.
Споживчий кошик – це сума витрат, споживчий мінімум, необхідний для підтримки життєвого рівня певної категорії споживачів у розрахунку на одну людину.
Грошові доходи населення включають оплату за працю всіх категорій населення: пенсії, допомоги, стипендії та інші соціальні трансферти; надходження від продажу продуктів сільського господарства: прибутки від власності у вигляді процентів за внески, цінні папери, дивіденди; доходи осіб, зайнятих підприємницькою діяльністю, а також страхові відшкодування, позики, прибутки від продажу іноземної валюти й інше.
Грошові витрати населення включають витрати населення на придбання товарів і оплату послуг, обов’язкові платежі і різноманітні внески, приріст заощаджень у внесках і цінних паперах.
Прожитковий мінімум населення розраховується з врахуванням його статево-вікового складу, виходячи із витрат на продукти харчування в об’ємі мінімальних розмірів їх споживання, витрат на комунальні послуги, а також податків і обов’язкових платежів, виходячи із структури витрат на них у 10 % найменш забезпечених сімей (у США=1000 доларів).
Споживання продуктів харчування в домашніх умовах складається за рахунок купівлі товарів в усіх сферах торгівлі, власного виробництва і переробки, запасів і інших надходжень (допомога родичів, подарунки, безкоштовні надходження в формі винагороди за працю).
Джерелом придбання матеріальних благ є грошові доходи населення, головним елементом яких для більшості працівників є заробітна плата.